# Farkas Anna Lili
Farkas Anna Lili (Kőhalom, 1955. április 2. –) erdélyi magyar politikus. 2008 és 2012 között az RMDSZ brassói parlamenti képviselője, matematikatanár.

## Élete
1978-ban Kolozsváron a Babeș–Bolyai Tudományegyetem matematika szakán végzett, majd 2003–2004 között elvégezte a Bukaresti Egyetem Pszichológia Karának fogyatékkal élő gyerekek pszichopedagógiája szakot, 2005–2007 között a Kommunikáció és Humánkapcsolatok Kar oktatáspolitika és management szakát.

### Pedagógusi pályafutása
1997–2008 között Brassó megye Tanfelügyelőségén főtanfelügyelő-helyettesként dolgozott. Az Áprily Lajos Főgimnázium matematikatanára.

### Politikai tevékenysége
2008. június–december között Brassó Város Tanácsa önkormányzati képviselője volt, illetve 2008 és 2012 között parlamenti képviselő, az oktatási, tudomány, ifjúsági és sport szakbizottság tagja, az UNESCO parlamenti bizottság tagja, a Ciprus–Románia Baráti Társaság titkára. Képviselőként kezdeményezője volt annak a törvénymódosításnak, amely kimondta, hogy „a kisebbségek nyelvén szervezett képzési programok esetén a képzést szervezők kötelesek a programot olyan oktatókkal végeztetni, akik ismerik a magyar nyelvet, vagy azt a nemzetközi nyelvet, amelyen a program jóváhagyást kapott”.
Az RMDSZ Nőszervezet pedagógusokért felelős ügyvezető alelnöke.
Az Őrhely-díj anyagi alapjának megteremtője.

## Díjai, elismerései
- 2004: Az Oktatásért érdemérem (Ordinul "Meritul pentru Învățământ" în grad de Ofițer)[12]
- 2007: Ezüstgyopár-díj[13]